# تارزان مرد گوریلی (فیلم ۱۹۳۲)
تارزان مرد گوریلی (انگلیسی: Tarzan the Ape Man) یک فیلم ماجراجویی و فانتزی به کارگردانی دبلیو. اس. ون دایک است که در سال ۱۹۳۲ منتشر شد. این فیلم در استودیوهای مترو گلدوین مایر ساخته شد.
این فیلم، اقتباس ضعیفی از رمان مشهور ادگار رایس باروز است و نقش تارزان را قهرمان شنای المپیک پاریس و المپیک آمستردام، «جانی ویسمولر» ایفا نمود. پس از این فیلم، او در ۱۱ فیلم دیگر نیز همین نقش را بازی کرد.

## بازیگران
- جانی ویسمولر در نقش «تارزان»
- مورین اوسالیوان در نقش «جین»
- نیل همیلتون
- دوریس لوید
- فورستر هاروی
- آیوری ویلیامز
- جانی اِک
- سی. اوبری اسمیت
- ری کوریگان

## اولین‌ها
- این فیلم، نخستین هنرنمایی جانی ویسمولر در نقش «تارزان» و مورین اوسالیوان در نقش «جین» بود که در ۶ فیلم در کنار هم ظاهر شدند.
- این فیلم، نخستین فیلمی است که شخصیت «چیتا» (میمون وفادار تارزان) در آن معرفی شد که به‌طور اختصاصی برای این فیلم طراحی شده بود و در رمان اصلی تارزان وجود ندارد.
- این فیلم، نخستین فرانشیز مجموعه فیلم‌های تارزان بود که از ۱۹۳۲ میلادی آغاز و تا ۱۹۷۰ میلادی ادامه داشت.
- این فیلم، نخستین فیلمی است که نعرهٔ معروف تارزان در آن شنیده می‌شود که بنا به گزارش ها، توسط صدابردار فیلم «جان شیرر» و با استفاده از جلوه‌های صوتی ویژه خلق شد. جانی ویسمولر همواره مدعی بود که این نعره را خودش در یک «مسابقه قدرت و انعطاف صدا» در کودکی ابداع کرده است. او بعدها، این نعره خاص فیلم را به‌دقت تقلید و تکرار کرد تا مردم تصور کنند، حقیقتاً توسط خودش در فیلم ایجاد و اجرا می‌شود.

## نکاتی از تولید
- همچون سایر فیلم‌های جانی ویسمولر، در این فیلم نیز فیل‌های بکار رفته، فیل‌های هندی بودند که گوش‌های کوچکتری از فیل‌های آفریقایی دارند. به همین سبب، مسئولان فیلم، از گوش‌ها و خرطوهای مصنوعی استفاده کرده بودند تا فیل‌ها، آفریقایی (همانند رمان اصلی) به نظر برسند.[۳]
- بومیان قبیله آفریقایی، همگی تعدادی بازیگر سفیدپوست کوتاه‌قد بودند که صورت و بدنشان را تیره کرده بودند.